# 东部机场集团
东部机场集团有限公司（简称东部机场集团；英語：Eastern Airports）是隶属于江苏省人民政府和南京市人民政府的省级机场集团。集团于2018年9月15日正式挂牌成立，前身为1997年6月10日成立的南京禄口国际机场有限公司。

## 成员机场
- 南京禄口国际机场
- 徐州观音国际机场
- 常州奔牛国际机场
- 淮安涟水国际机场
- 盐城南洋国际机场
- 扬州泰州国际机场
- 连云港白塔埠机场
- 连云港花果山机场

## 历史
- 1997年6月10日：南京禄口国际机场有限公司成立
- 2018年9月15日：江苏省政府依托南京禄口国际机场有限公司组建的东部机场集团正式挂牌成立。集团注册资本由原来的75亿元增资到120亿元，按照省市共建的原则，采用现金收购方式，受让徐州、常州、淮安、盐城、扬泰等5家机场公司51%的股权，以及连云港机场60%的股权，6家机场公司成为机场集团的控股子公司。[1][2]
- 2021年7月23日，由于下辖的南京禄口机场管理不当，导致南京市发生本土COVID-19疫情并波及中国多地，中共江苏省委决定暂停冯军东部机场集团有限公司党委书记、董事长职务，由该公司前董事长钱凯法代理东部机场集团有限公司党委书记、董事长职务[3]。

## 控参股公司
控股机场公司
- 南京禄口国际机场投资有限公司
- 徐州观音国际机场有限责任公司
- 常州奔牛国际机场有限责任公司
- 连云港白塔埠机场有限责任公司
- 淮安涟水国际机场有限责任公司
- 盐城南洋国际机场有限责任公司
- 扬州泰州国际机场投资建设有限责任公司
- 连云港花果山机场建设投资有限公司

参股公司
- 南京禄口国际机场空港科技有限公司（45%）
- 南京禄口国际机场迪岸双赢文化传媒有限公司（49%）
- 中免集团南京机场进境免税店有限公司（49%）
- 中海油南京空港能源有限公司（30%）
- 江苏空地联信息科技有限公司（35%）
- 南京市电子口岸有限公司（16%）[4]